# Issus tendinosus
Issus tendinosus är en insektsart som beskrevs av Maximilian Spinola 1839. Issus tendinosus ingår i släktet Issus och familjen sköldstritar. Inga underarter finns listade i Catalogue of Life.